# Concerto cho vĩ cầm số 1 (Bruch)
Concerto cho vĩ cầm số 1 của Max Bruch cung Sol thứ, Op. 26, là một trong những bản concerto phổ biến nhất trong các tiết mục vĩ cầm độc tấu. Tác phẩm này cùng với Scottish Fantasy là 2 tác phẩm nổi tiếng nhất của nhà soạn nhạc cho vĩ cầm. Concerto này thường xuyên được thu âm.

## Lịch sử
Concerto này được hoàn thành lần đầu tiên vào năm 1866 và buổi biểu diễn đầu tiên được Otto von Königslow trình diễn vào ngày 24 tháng 4 năm 1866, với sự chỉ huy của chính Bruch. Bản concerto sau đó đã được sửa đổi đáng kể với sự giúp đỡ của nghệ sĩ vĩ cầm nổi tiếng Joseph Joachim và được hoàn thiện như hiện nay vào năm 1867. Joachim đã tổ chức buổi ra mắt bản hòa nhạc sau khi tái bản tại Bremen vào ngày 7 tháng 1 năm 1868, với sự chỉ huy của nhạc trưởng Karl Martin Rheinthaler.

### Số phận bản nhạc
Bruch đã bán hoàn toàn bản nhạc cho nhà xuất bản N. Simrock với một khoản tiền nhỏ - nhưng ông vẫn giữ lại một bản sao cho riêng mình. :11Vào cuối Thế chiến thứ nhất, ông lâm vào cảnh túng quẫn, không thể thực hiện việc thanh toán tiền bản quyền cho các tác phẩm khác của mình vì điều kiện kinh tế toàn thế giới hỗn loạn. Ông đã gửi bản nhạc của mình cho bộ đôi nghệ sĩ dương cầm Rose và Ottilie Sutro (những người mà ông đã viết bản Concerto cung La giáng trưởng cho 2 dương cầm và dàn nhạc, Op. 88a dành tặng vào năm 1912), để họ có thể bán tác phẩm sang Hoa Kỳ và gửi lại lợi nhuận cho Bruch. Tuy nhiên, Bruch qua đời vào tháng 10 năm 1920 mà không hề nhận được bất kỳ khoản tiền nào. Hai chị em nhà Sutro quyết định tự mình giữ bản nhạc, nhưng họ tuyên bố đã bán và gửi cho gia đình Bruch một số tiền giấy không có giá trị của Đức như số tiền thu được từ vụ mua bán bị cáo buộc. Họ luôn từ chối tiết lộ bất kỳ thông tin chi tiết nào về người được cho là sẽ mua lại tác phẩm. Năm 1949, họ bán bản nhạc cho Mary Flagler Cary. Hiện tại tác phẩm được đặt tại Thư viện Công cộng Pierpont Morgan ở Thành phố New York.

## Nhạc cụ
Tác phẩm được sáng tác cho vĩ cầm độc tấu và một dàn nhạc cổ điển tiêu chuẩn bao gồm hai sáo, hai oboe, hai kèn clarinet, hai kèn bassoon, bốn kèn cor, hai kèn trumpet, timpani và dàn nhạc dây.

## Chương
Concerto có ba chương :
1. Prelude: Allegro moderato (Sol thứ)
2. Adagio (Mi giáng trưởng)
3. Allegro energico (Sol thứ)

## Sự phổ biến lâu dài
Bruch cũng đã sáng tác thêm hai concerto dành cho vĩ cầm, nhưng cả hai đều không nổi tiếng như bản đầu tiên của ông, điều này vẫn phổ biến lâu dài trong các tiết mục thường thấy và trong lòng khán giả. Đây là một nỗi thất vọng lớn của Bruch:
“Không gì có thể so sánh được với sự lười biếng, ngu ngốc và đần độn của nhiều nghệ sĩ vĩ cầm người Đức. Cứ hai tuần một lần lại có một người đến nói với tôi là chỉ muốn chơi bản concerto đầu tiên. Điều đó khiến tôi không còn cách nào ngoài việc trở nên thô lỗ cộc cằn và phải nói với họ rằng: 'Tôi không thể nghe bản concerto này nữa - chẳng lẽ tôi chỉ viết một bản này thôi sao? Hãy biến đi và chơi những bản concerto khác, những bản đó cũng hay, nếu không muốn nói là hay hơn nhiều.”  :77
Năm 1903, Bruch có đến thăm Napoli, khi đó các nghệ sĩ vĩ cầm địa phương tụ tập gần nơi ông ở để tỏ lòng cung kính ông. Bruch phàn nàn:
“Ở góc phố Via Toledo, họ đứng đó và sẵn sàng thể hiện bùng nổ bản concerto cho vĩ cầm đầu tiên của tôi ngay khi tôi cho bản thân mình được nhìn thấy. (Tất cả họ đều nên đến gặp ma quỷ! Như thể tôi đã không viết những bản concerto hay không kém khác!) ”  :77
Năm 1996, tác phẩm này được thính giả của đài Classic FM bầu chọn là tác phẩm số một trong Đại sảnh Danh vọng của Classic FM.  Trong mục thông tin của mình về Bruch, Classic FM đã mô tả bản concerto cho vĩ cầm này là "một trong những tác phẩm hay nhất của thời kỳ Lãng mạn". 
Vào tháng 10 năm 2019, concerto này là chủ đề của bộ phim Tales from the Stave của đài BBC Radio 4 với Joshua Bell lần đầu tiên nhìn thấy bản thảo gốc. 